# Особняк с волютой (Новочеркасск)
Особняк с волютой — дом, построенный по адресу улица Дубовского, 31-А, город Новочеркасск Ростовской области. Принадлежит к памятникам архитектуры и объектам культурного наследия регионального значения с 1992 года.

## История
Дом по адресу улица Дубовского, 31-А в Новочеркасске раньше размещался по улице Мариинской. Был построен в стиле модерн в конце XIX века. Большое внимание при постройке дома уделялось декорированию фасада. Его в изобилии украшает огромная волюта. При этом, данные элементы исполняют сугубо декоративные функции. Все детали архитектурного украшения дома выдержаны в едином орнаментально-графическом ключе. Оконные конструкции содержат криволинейные переплеты, вход в дом создан с массивными контрфорсами.
При постройке дома были установлены деревянные резные двери. Фасад украшали лепные цветочные орнаменты, подобные настоящим живым растениям. Особняк небольшого размера. После проведения капитального ремонта многие оригинальные элементы были утрачены, в том числе оригинальные окна и двери. Взамен им, были установлены современные пластиковые конструкции. Сейчас в этом доме функционирует пенсионный фонд. С 1992 года объект признан памятником архитектуры и объектом культурного наследия регионального значения.